# Língua chamling
Chamling é uma das línguas kiranti faladas pelo povo Kiranti do Nepal, Butão e Índia. Representações e nomes alternativos incluem  Chamling ,  Chamlinge Rai  e  Rodong . Está intimamente relacionado com as línguas  Bantawa (algumas comunidades de língua Bantawa chamam sua língua de "Camling") e Língua Puma s da família de línguas Kiranti no leste do Nepal, e pertence ao grupo mais amplo  Família de línguas sino-tibetanas.

## Fonologia
A fonologia Chamling é bastante limitada em seus sons; Sua escrita é Devanagari
Sons consoantes
|                | Bilabial | Labio- dental | Dental/ Alveolar | Velar | Glotal |
| Oclusiva surda | p        |               | t                |       |        |
| -------------- | -------- | ------------- | ---------------- | ----- | ------ |
| Nasal          | m        |               | n                | (ɳ)   |        |
| Fricativa      |          | f             | ʃ                |       | ɦ      |
|                |          |               |                  |       |        |

Vogais
|         | Anterior | central | Posterior |
| ------- | -------- | ------- | --------- |
| fechada | C        |         | u         |
| medial  | e        |         | o         |
| aberta  |          | a       |           |

## História
A língua chamling é uma das línguas da antiga cultura Kiranti, que existia bem antes do período védico de 3500-500 a.C. no sul da Ásia. Versões importantes do texto religioso Mundhum principal formando a base religiosa da religião Kirant Mundhum e a herança cultural de vários povos de Kirati; são compostos em Camling; essas versões são distintas para as tribos de língua chamling e um guia para suas práticas religiosas e identidade cultural distintas.

## Geografia
O idioma chamling é usado por pequenas comunidades no leste da Parque Nacional de Sagarmatha, no centro do Distrito de Khotang,  Distrito de Bhojpur e áreas dispersas no norte do Distrito de Udayapur e em um mais alguns distritos do leste do Nepal, o vizinho do sudeste Índia no estado de Sikkim, a cidade montanhosa de Darjeeling no estado indiano de Bengala Ocidental e o reino de  Butão.

## Demografia
Apesar de sua prevalência geográfica, o número real de falantes do chamling é estimado em 10.000, espalhados por pequenas tribos e aldeias. Muitos membros das comunidades étnicas e tribais Chamling não são mais fluentes na língua Chamling, que é ensinada apenas em áreas remotas no distrito de Udayapur. Como o bantawa, o chamling é uma língua ameaçada de extinção. Muitas pessoas nessas áreas falam uma variedade de chamling misturada com a língua nepalesa, que é a língua oficial do Nepal. <A maioria das pessoas que falam chamling são [[hindus]] ou praticantes de Kiranti Mundhum.
==Características==
Chamling usa muitos morfemas vinculados, muitos dos quais denotam a posse ou a mudança de posse de algo.

Chamling tem ordem de palavras Sujeito-Objeto-Verbo
==Vocabulário==
*''Phuima'' = coragem
*''Toma'' = ver, experimentar
*''Ityu'' = trazido de cima
*'Dhotyu-cyu' = os assuntou
*''Bhuima'' = libra
*''Doma'' = próximo
*''Idyu'' = dei-lhe
*''Dhodyu-cyu'' = os esfaqueou<ref name="RP">[http://www.rosettaproject.org/archive/rab/phon-1?page_view=image_view Phonology - The Rosetta Project] {{webarchive|url=https://web.archive.org/web/20080423035847/http://www.rosettaproject.org/archive/rab/phon-1?page_view=image_view|data=23 de abril de 2008}}</ref>
== Morfemas ligados ==
{| class="wikitable"
!
!chamling
!palavra ex.
!regra morfológica
|-
|sufixo
|/-ci/
|"challa-ci" = meus irmãos
|N —> N + plural /-ci/
|-
|"his"
|/m-/
|"m-tõ" = his ha1. ir
|N —> /m/ + N
|-
|"my"
|/a-/
|"a-nicho" =meu irmão/irmã
|N —> /a/ + N
|-
|"your"
|/kap-/
|"kap-tõ" = teu cabelo
|N —> /kap/ + N
|}

## Estrutura da frase
NP —> (D) N
VP —> (NP) (A) (Adv) V (Adv)
CP —> C S
S —> NP {VP, NP, CP}
examplos:
| Chamling          | "anga a-khim hinge"  |
| ----------------- | -------------------- |
| Significado       | minha minha casa ser |
| Partes da escrita | D N V                |
| Português         | "Eu tenho uma casa"  |

Exemplo de uma frase formada por um NP e um VP. O NP contém um determinante e um substantivo, e o VP contém um verbo.
| Chamling          | "a-challa-ci oda paina"      |
| ----------------- | ---------------------------- |
| Significado       | meus irmãos aqui não         |
| Partes da escrita | N V Advérbio                 |
| Português         | "meus irmãos não estão aqui" |

Este é um exemplo de frase formada por um NP e um VP. O NP contém um substantivo e um VP contém um verbo e um advérbio.
| Chamling          | "khamo nung de?"     |
| ----------------- | -------------------- |
| Significado       | teu nome qual        |
| Partes de escrita | D N N                |
| Português         | "Qual é o teu nome?" |

Este é um exemplo de dois NPs formando uma frase. Um NP contém "khamo nung" (" teu nome"') e o segundo NP contém "de" ("'o quê").

## Amostra de texto
Devanagari
झारा मिनाचीमो प्रतिष्ठा हेमा अधिकारमो आधारदा मामाखोरीनाका मिटायेपाङो स्वतन्त्र हेमा समान मितिरे। खुचीमो तयाँ तिरेनोम झारापिदा खुन्योको खारु मुयो।
Transliteração
Jhārā minācīmī pratiṣthā hemā adhikārmo ādhārdā māmākhorīnākā miṭāyepāṅo swatantra hemā samān mitire. Khucīmo tayāṁ tirenom jhārāpidā khunyoko khāru muyo.
Português
Todos os seres humanos nascem livres e iguais em dignidade e direitos. Eles são dotados de razão e consciência e devem agir uns com os outros com espírito de fraternidade. (Artigo 1 da Declaração Universal dos Direitos Humanos)

## Lígações externas
- Global Recordings - Camling language recordings
- Chamling em Omniglot.com
- Chamling em Glottolog
- Chamling em Rthnologue